# Nikołaj Jermołow (pułkownik)
Nikołaj Grigorjewicz Jermołow (ros. Николай Григорьевич Ермолов, ur. 1912 we wsi Szczepkino w guberni kurskiej, zm. 16 grudnia 1992 w Moskwie) – szef KGB Kirgiskiej SRR (1956-1961).

## Życiorys
Urodzony w rosyjskiej rodzinie chłopskiej. W latach 1932–1938 studiował w Dniepropietrowskim Instytucie Metalurgicznym, potem pracował w zakładzie metalurgicznym w Nikopolu. Od listopada 1938 do grudnia 1940 odbywał służbę w Armii Czerwonej, w grudniu 1940 przyjęty do WKP(b), od stycznia 1941 instruktor zarządu rezerw robotniczych obwodu zaporoskiego, od stycznia 1942 majster fabryki. Od października 1942 partyjny organizator KC WKP(b) w fabryce nr 526 w Stalińsku (obecnie Nowokuźnieck) w obwodzie nowosybirskim, od października 1944 do listopada 1946 słuchacz Wyższej Szkoły Partyjnej przy KC WKP(b), od listopada 1946 II sekretarz, a od grudnia 1948 do lutego 1951 I sekretarz Komitetu Miejskiego KP(b)U w Woroszyłowgradzie. Od lutego do sierpnia 1951 II sekretarz Woroszyłowgradzkiego Komitetu Obwodowego KP(b)U, od 23 sierpnia 1951 do 26 września 1952 zastępca szefa Zarządu 5 MGB ZSRR, od 26 września 1952 do 19 marca 1953 szef Zarządu MGB obwodu dniepropetrowskiego. Od 22 września 1953 do 5 czerwca 1954 szef Zarządu MWD obwodu dniepropetrowskiego, od 5 czerwca 1954 do 11 lutego 1956 szef Zarządu KGB obwodu dniepropetrowskiego, od 11 lutego 1956 do czerwca 1961 przewodniczący KGB przy Radzie Ministrów Kirgiskiej SRR, pułkownik, 30 października 1961 zwolniony ze służby w KGB. Odznaczony Orderem „Znak Honoru” (25 sierpnia 1971) i 3 medalami.